# Arcadio López
Arcadio Julio López (* 15. September 1910 in Buenos Aires; † 12. April 1972 ebenda) war ein argentinischer Fußballspieler. Der Mittelfeldspieler nahm an der Fußball-Weltmeisterschaft 1934 teil.

## Karriere

### Verein
Arcadio López begann seine Karriere im Jahr 1931 beim CA Lanús und spielte dort bis 1934. In dieser Zeit sowie bei seiner späteren Rückkehr im Jahr 1942 bestritt er 29 Spiele für den Klub und erzielte 11 Tore. Im Jahr 1934 wechselte er zur Amateurmannschaft Sportivo Buenos Aires, wo seine hervorragenden Leistungen dazu führten, dass er in die argentinische Nationalmannschaft berufen wurde, die aufgrund eines Streits zwischen Verband und Vereinen mit Amateurspielern an der Weltmeisterschaft in Italien teilnahm. Im Jahr 1935, im Zuge einer Umstrukturierung des argentinischen Fußballs, spielte sein Team dann in der zweiten professionellen Liga, bevor er zu Ferro Carril Oeste nach Buenos Aires wechselte, wo er bis 1937 blieb und 65 Spiele bestritt. Von Juli 1937 bis Februar 1938 spielte er laut einigen Quellen für den brasilianischen Klub CR Flamengo. 1938 verpflichteten ihn die Boca Juniors, bei denen er eine Mittelfeldreihe zusammen mit Ernesto Lazzatti und Pedro Suárez bildete. Im Jahr 1940 wurde er mit Boca, in dessen Trikot er insgesamt 59 Spiele absolvierte, argentinischer Meister.
1963 übernahm er für ein Spiel interimsweise den Trainerjob bei den Boca Juniors.

### Nationalmannschaft
López debütierte im Juli 1931 bei einem Freundschaftsspiel gegen Paraguay. 1934 wurde er von Nationaltrainer Filippo Pascucci in den Kader der Nationalmannschaft für die Weltmeisterschaft in Italien berufen. Dort spielte er im ersten und gleichzeitig letzten Turnierspiel der Albiceleste bei der 2:3-Niederlage im Achtelfinale gegen Schweden. Nach dem Turnier kam er noch in weiteren Freundschaftsspielen zum Einsatz, zuletzt im Januar 1939 gegen Brasilien.

## Erfolge
Boca Juniors
- Argentinischer Meister: 1940